# Verdeelstekker

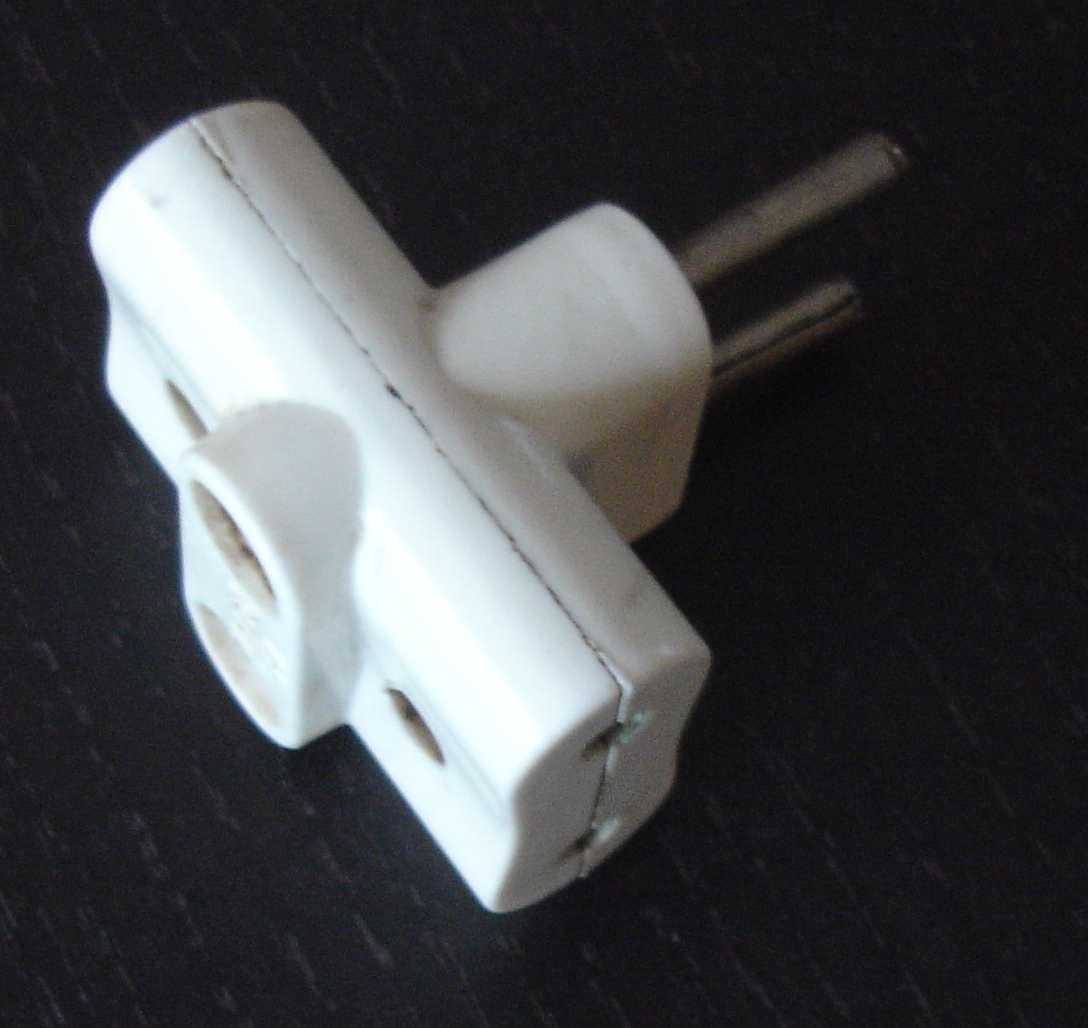
Verboden driewegstekker

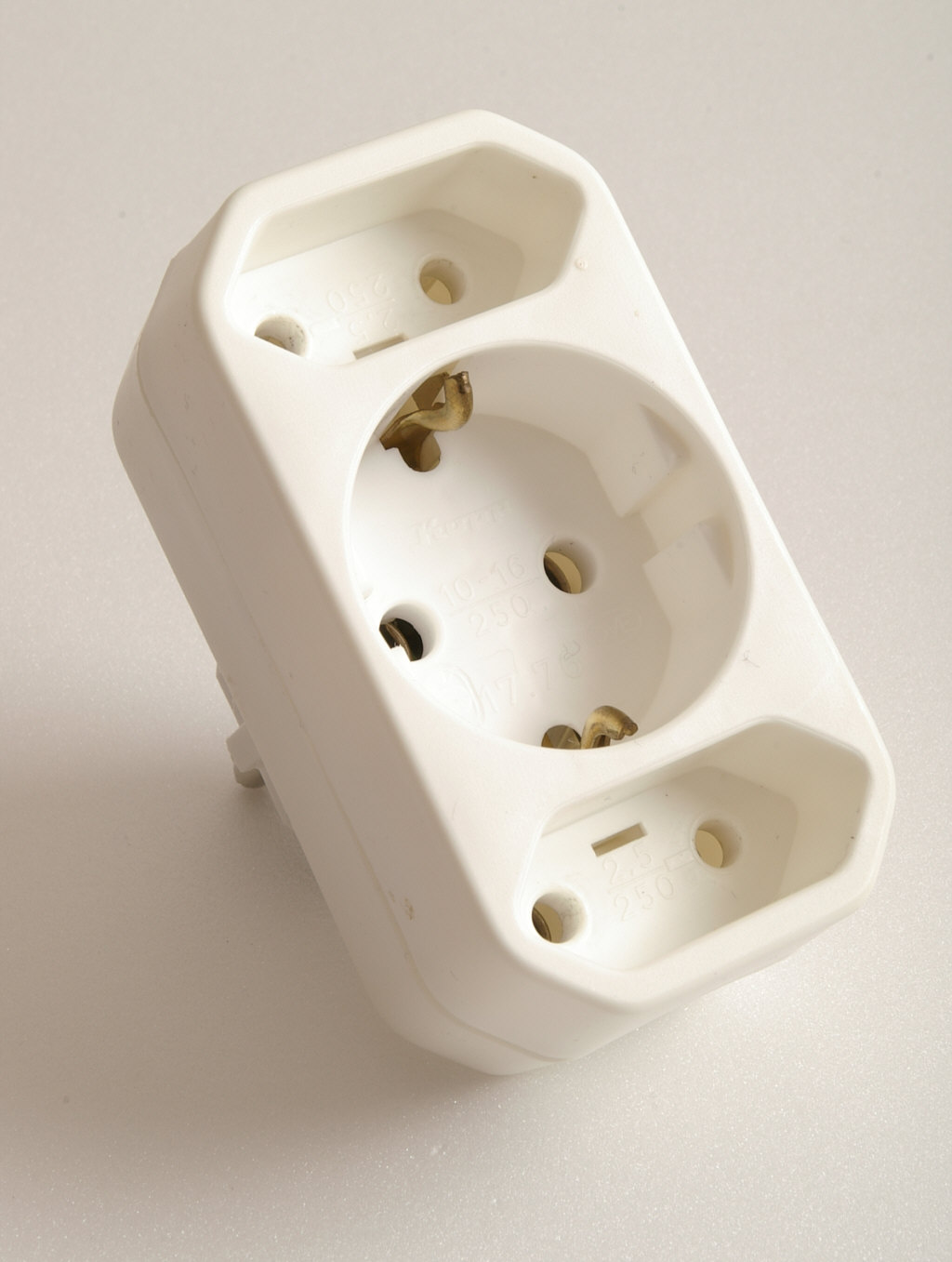
Moderne driewegstekker

Een verdeelstekker (ook wel dubbelstekker genoemd) is een stekker om meerdere toestellen op aan te sluiten. Deze stekker zorgt voor een parallelschakeling, waardoor alle toestellen dezelfde maximale spanning krijgen en dus even goed kunnen werken.
De stekkers zijn van nut wanneer in een vertrek te weinig stopcontacten voorhanden zijn.
De ouderwetse driewegstekkers (Vlaams: kattenkoppen of dominostekkers), zoals hiernaast afgebeeld, kunnen onbeperkt gestapeld worden. Ze kunnen overbelasting, kortsluiting en daarmee brand veroorzaken en er bestaat gevaar op aanraking van de elektrische delen. Ze mogen in Nederland en België dan ook niet meer verkocht worden. In Nederland geldt dit verbod op verkoop sinds mei 1966.
Moderne verdeelstekkers zijn niet stapelbaar (ofwel stapelen is niet zinvol) en bieden bescherming tegen aanraking van de elektrische delen. Ze kunnen platte of ronde stekkers of een combinatie ervan opnemen (zie afbeelding) en hebben een ronde contactdoosverbinding.

## Verdeelfitting

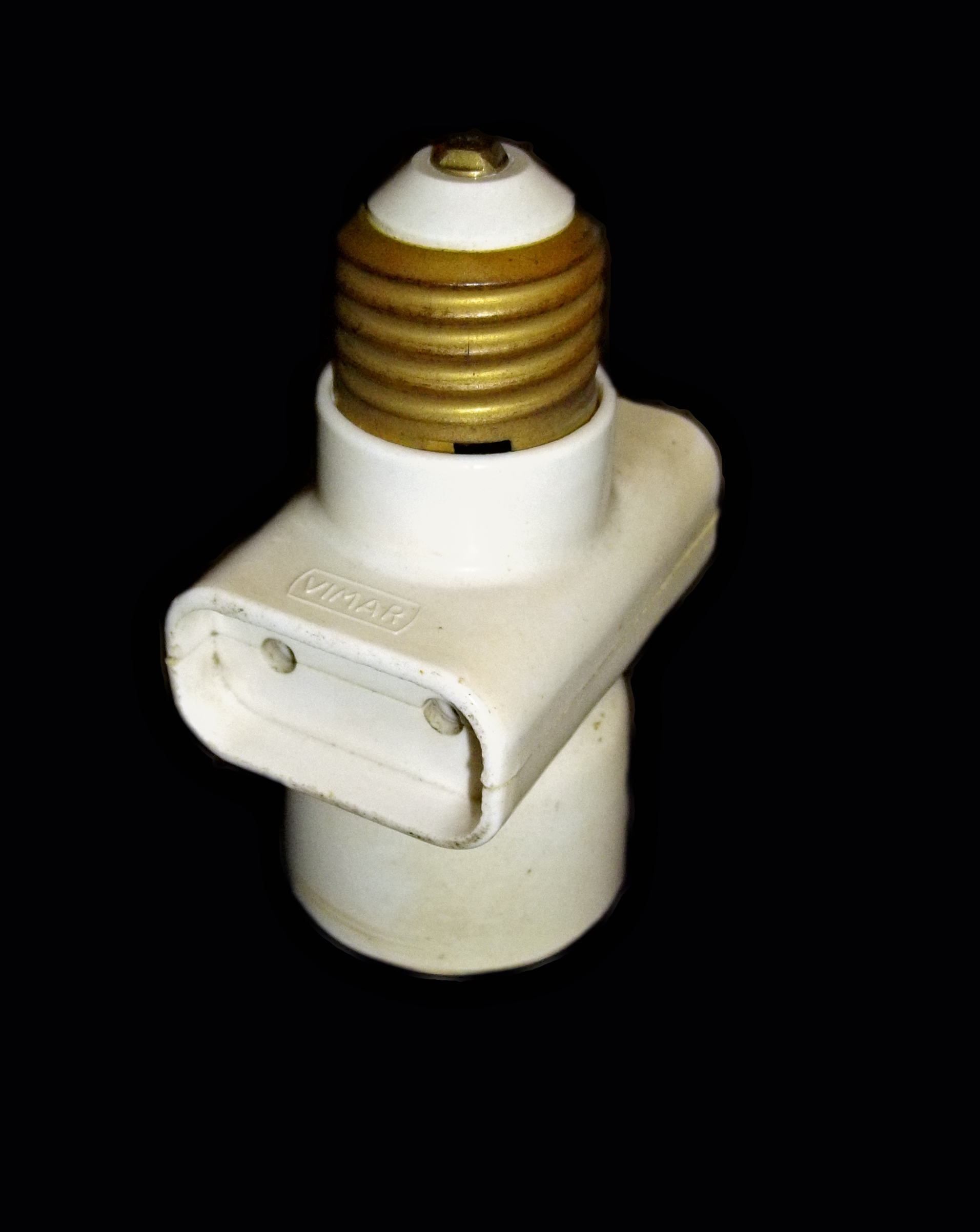
Verdeelfitting - onderin kan een gloeilamp worden gedraaid

Verdeelfittingen, in de hieronder genoemde link naar Algemeen Dagblad aftaklamphouder genoemd, zijn evenals de vroegere driewegstekkers in Nederland sinds mei 1966 niet meer toegestaan. Een verdeelfitting wordt in een lamphouder gedraaid en kan twee stekkers en een lamp opnemen. Een extra bezwaar hiervan is dat het snoer van een aangesloten apparaat langs de hete lamp ligt. Verdeelfittingen waren populair in de tijd dat huizen te weinig stopcontacten hadden, doordat bij de elektrische aanleg niet werd verwacht dat elektriciteit nodig was voor een ander doel dan verlichting. Op terrassen met lichtsnoeren werden ze ook wel gebruikt om elektrische apparaten aan te sluiten op deze lichtsnoeren. Hiervoor werd dan een verdeelfitting gedraaid in één van de houders van het lichtsnoer nadat het lampje eruit was gedraaid, waarop dan het apparaat, bijvoorbeeld een frituurpan of een radio kon worden aangesloten, zodat de apparaten dan gebruik konden maken van de stroom van dit snoer. Onderin kon dan het betreffende lampje ingedraaid worden voor de verlichting.